# 瑙謝拉交匯車站
瑙謝拉交汇车站是巴基斯坦開伯爾-普什圖省瑙謝拉的鐵路車站，位於瑙謝拉－達爾蓋鐵路與卡拉奇—白沙瓦铁路上。